# نورث فریبی
نورث فریبی (به انگلیسی: North Ferriby) یک روستا و محله مدنی در بریتانیا است که در East Riding of Yorkshire واقع شده‌است. نورث فریبی ۳٬۸۹۳ نفر جمعیت دارد.